# Flächen-Absuch-Torpedo

Laufschemata von Flächen-Absuch-Torpedos

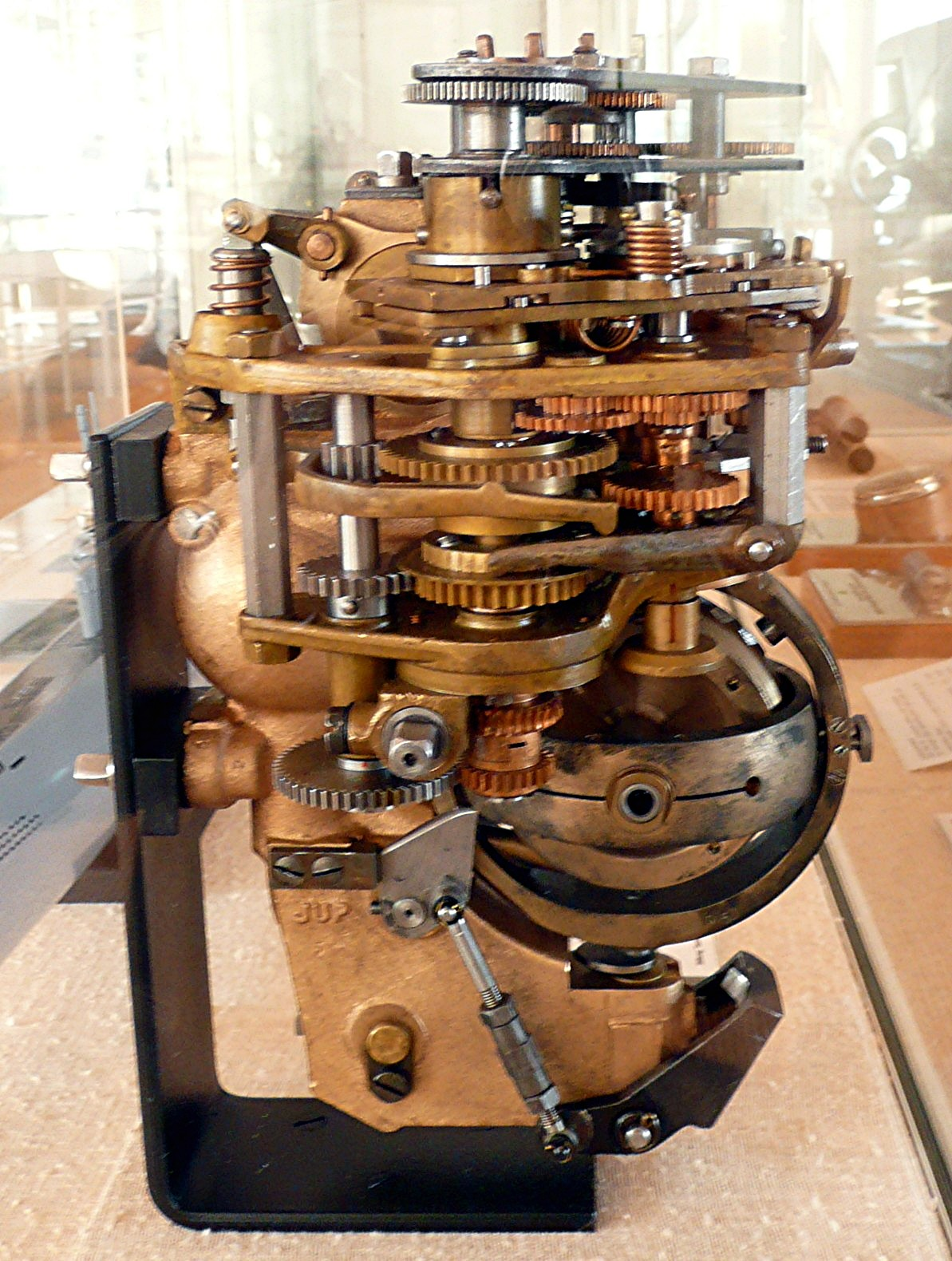
Steuereinheit eines FAT

Als FAT bezeichnete die deutsche Kriegsmarine des Zweiten Weltkrieges einen nach einem mechanischen Verfahren gelenkten Torpedo, welcher nach einer bestimmten Lauflänge abwechselnd Kurven nach rechts und links fuhr und zwischendurch eine vorgegebene Strecke geradeaus lief. Die Abkürzung steht dabei entweder für Flächen-Absuch-Torpedo oder für Federapparat-Torpedo.
Der Torpedo wurde im Rahmen der Berechnung einer Feuerleitlösung auf die Zielentfernung eingestellt. Nach Ablauf dieser Strecke ging der Torpedo in den FAT-Modus und fuhr nach einer eingestellten Strecke von 800 bis 1900 m entweder einen Winkel von 90 oder 180°. Die Richtung dieser anfänglichen Wendung (links oder rechts) war ebenfalls eingestellt. Anschließend fuhr der Torpedo erneut die vorgegebene Strecke ab und wendete am Ende erneut, diesmal in die andere Richtung. Auf diese Weise beschrieb die Laufstrecke eines FA-Torpedos charakteristische „Schleifen“.
Die FAT-Technik war vor allem für den U-Boot-Krieg zum Kampf gegen feindliche Konvois und geschlossene Verbände gedacht. Im Falle eines verfehlten Zieles sollte der Torpedo auf diese Weise innerhalb des Konvois gehalten werden, um so eventuell ein anderes Ziel zu treffen.
FATs wurden während des Jahres 1942 entwickelt, nachdem im Vorjahr die Bedeutung von Konvoiangriffen mithilfe der Rudeltaktik stark angestiegen war. Gegen Ende des Jahres waren erste FAT-Modifikationen der Typen G7a und G7e verfügbar, welche ab Anfang 1943 regelmäßig eingesetzt wurden.
Eine Verbesserung des FAT stellt der lageunabhängige Torpedo (LUT) dar.